# Lizine
Lizine är en kommun i departementet Doubs i regionen Bourgogne-Franche-Comté i östra Frankrike. Kommunen ligger i kantonen Amancey som tillhör arrondissementet Besançon. År 2022 hade Lizine 91 invånare.

## Befolkningsutveckling
Antalet invånare i kommunen Lizine
Referens:INSEE